# Argos (câine)
În Odiseea lui Homer, Argos (Ἄργος) sau Argus este câinele credincios al lui Odiseu. 
A aparținut lui Odiseu, care l-a hrănit până la plecarea sa la război; în tinerețe a fost renumit pentru flerul, viteza și curajul său. Întorcându-se în secret acasă douăzeci de ani mai târziu, Odiseu îl găsește pe Argus întins pe o grămadă de bălegar, bolnav, slab, ofilit, uitat de slujitorii neglijenți.
Argus, spre deosebire de alți locuitori din Itaca, își recunoaște instantaneu stăpânul, dar nu găsește puterea de a se târî până la Odiseu, numai cu bucurie dă din coadă și își ciulește urechile. Odiseu, pentru a nu se da de gol, nu se apropie de Argus, varsă pe furiș o lacrimă și trece pe lângă el, după care Argus moare.